# Milla Jovovich
Milica Bogdanovna "Milla" Jovovich (født 17. december 1975 i Kijev) er en amerikansk skuespiller, musiker og model.
Hun er født i Kiev i Ukrainske SSR som datter af en russisk moder og en serbisk fader. Familien flyttede til London i 1981 og senere til Californien nogle år senere. 

## Udvalgt filmografi
- Tilbage til den blå lagune (1991) – Lilli Hargrave
- Det femte element (1997) – Leeloominaï Lekatariba Lamina-Tchaï Ekbat De Sebat, alias Leeloo
- Jeanne d'Arc (1999) – Jeanne d'Arc
- Zoolander (2001) – Katinka Ingabogovinanana
- Resident Evil (2002) – Alice
- Resident Evil: Apocalypse (2004) – Alice
- Resident Evil: Extinction (2007) – Alice
- Resident Evil: Afterlife (2010) – Alice
- Resident Evil: Retribution (2012) – Alice
- Resident Evil: The Final Chapter (2016) – Alice
- Hellboy (2019)

## Privatliv
Milica Jovović har været gift tre gange, 2. gang med filminstruktør Luc Besson og 3. med instruktøren Paul W.S. Anderson, med hvem hun har to døtre.